# Морисов тест воденог поља
ПонашањеТест који се примењује за истраживање понашања код животиња, пре свега пацова и мишева.  У овом тесту користи се велики циркуларни базен са непровидном водом у коме се на једном крају испод површине воде налази платформа за излазак . Пацов се поставља у воду и пушта да нађе платформу како би изашао. Након доласка на платформу поново се баца у воду, али на другом крају базена. Након више поступка пацов је у стању да директно нађе платформу без обзира на место одакле почиње да плива. Оријентацију у простору омогућује распоред ствари из собе у којој се налази базен. По сличном принципу људи се оријентишу у односу на објекте који их окружују.
Овакав тест пружа информацију о процесу учења, оперативној меморији и оријентацији у простору.